# Canton de Cholet
Le canton de Cholet est un ancien canton français situé dans le département de Maine-et-Loire.

## Histoire
Le canton de Cholet est créé en 1790. Il est supprimé par le décret du 10 août 1961 qui le scinde en deux pour former le canton de Cholet-Ouest et le canton de Cholet-Est.
À sa création le canton de Cholet est rattaché au district de Cholet, puis en 1800 à l'arrondissement de Beaupreau, et à sa disparition en 1857, à l'arrondissement de Cholet.

## Composition
Le canton de Cholet était composé de quatorze communes :
- Cholet (chef-lieu),
- Cerqueux-de-Maulévrier,
- Chanteloup-les-Bois,
- Maulévrier,
- Mazières-en-Mauges,
- Nuaillé,
- La Séguinière,
- Saint-Christophe-du-Bois,
- Saint-Léger-sous-Cholet,
- La Tessoualle,
- Toutlemonde,
- Trémentines,
- Vezins,
- Yzernay.

## Représentation

### Conseillers d'arrondissement (de 1833 à 1940)
Le canton de Cholet avait deux conseillers d'arrondissement.
Il appartenait à l'arrondissement de Beaupreau jusqu'à sa disparition en 1857, puis à l'arrondissement de Cholet.
| Période                                  | Période      | Identité                                                     | Étiquette            | Qualité |
| ---------------------------------------- | ------------ | ------------------------------------------------------------ | -------------------- | --- |
| 1833                                     | 1836         | M. Guérin de La Boussardière                                 |                      | Propriétaire à Cholet, ancien conseiller général du Maine-et-Loire                                          |
| 1833                                     | 1838 (décès) | Cyprien Marie Xavier Tessié de La Motte-Tharreau (1792-1838) |                      | Négociant, maire de Cholet (1830-1838)                                                                      |
| 1836                                     | 1848         | René Claude Caternault (1799-1874)                           |                      | Pharmacien, adjoint au maire de Cholet                                                                      |
| 1839                                     | 1848         | M. Braud-Amaury                                              |                      | Propriétaire à Cholet                                                                                       |
|                                          |              |                                                              |                      | |
| 30 déc. 1906                             | 1934 (décès) | Anatole Richard (1868-1934)                                  |                      | Manufacturier à Cholet, Président du Conseil d'arrondissement                                               |
| 1919                                     | 1940         | Charles Bodet                                                |                      | Horticulteur à Cholet                                                                                       |
| février 1935                             | 1937         | Alphonse Darmaillacq (1884-1952)                             | Républicain national | Maire de Cholet (1932-1945)                                                                                 |
| 1937                                     | 1940         | Bernard Pellaumail (1897-1946)                               | Droite               | Industriel, Président du syndicat patronal textile de Cholet, Président du Conseil d'arrondissement         |
| 1940                                     |              |                                                              |                      | Les conseils d'arrondissement ont été suspendus par la loi du 12 octobre 1940 et n'ont jamais été réactivés |
| Les données manquantes sont à compléter. |              |                                                              |                      | |

### Conseillers généraux de 1833 à 1961
| Période                                  | Période          | Identité                                                | Étiquette            | Qualité                                                                                         |
| ---------------------------------------- | ---------------- | ------------------------------------------------------- | -------------------- | ----------------------------------------------------------------------------------------------- |
| 1833                                     | 1835 (démission) | Adrien Berger (1803-1876)                               |                      | Adjoint au maire de Cholet Nommé Conseiller de Préfecture                                       |
| 1835                                     | 1852             | Charles Cesbron-Lavau                                   | Droite               | Filateur Président du Tribunal de commerce de Cholet Député (1848-1851)                         |
| 1852                                     | 1868 (décès)     | Adolphe-René Boutillier de Saint-André (1811-1868)      |                      | Notaire puis banquier à Cholet                                                                  |
| 1868                                     | 1871             | Comte René de Colbert Marquis de Maulevrier (1813-1891) |                      | Propriétaire du château de Villefort à Yzernay                                                  |
| 1871                                     | 1880 (décès)     | Camille Richard (1816-1880)                             | Droite               | Manufacturier à Cholet                                                                          |
| 1880                                     | 1889             | Victor Eugène Marie-Baudry (1837-1926)                  | Républicain          | Avocat Maire de Cholet (1978-1893, 1900-1919)                                                   |
| 1889                                     | 1905 (démission) | Jules Baron                                             | Royaliste            | Maire de Cholet (1896-1900)                                                                     |
| 1905                                     | 1913             | Charles Coignard                                        | Conservateur         | Médecin                                                                                         |
| 1913                                     | 1937 (décès)     | Charles Cesbron-Lavau (1861-1937)                       | Conservateur         | Officier de cavalerie puis propriétaire Maire de Saint-Léger-sous-Cholet                        |
| 1937                                     | 1940             | Alphonse Darmaillacq (1884-1952)                        | Républicain national | Maire de Cholet (1932-1945), conseiller d'arrondissement Nommé conseiller départemental en 1943 |
|                                          |                  |                                                         |                      |                                                                                                 |
| 1945                                     | 1961             | Francis Bouet (1884-1966)                               | MRP                  | Industriel Maire de Cholet (1947-1958)                                                          |
| Les données manquantes sont à compléter. |                  |                                                         |                      |                                                                                                 |